# 千里達人
千里達人（英語：Trinidadians）大多數是印度後裔和非裔以及歐洲人、中國人、混種人等。大多數千里達人居住在千里達和多巴哥，其次是加勒比地區、美國、加拿大和英國以及其他英語國家。

## 民族
千里達和多巴哥的種族組成反映了征服和移民的歷史。雖然最早的居民是美洲原住民，但自二十世紀以來，該國的兩個主要群體是南亞和非洲裔。印度裔千里達人為全國最大的民族（約佔37.6％），主要是來自印度的契約工人的後代。
非裔千里達人組成該國第二大民族（約佔36.3％），是被帶到島上的非洲奴隸的後代。 2011年人口普查中為“混合”族裔的人口佔24.4％，少數是歐洲、中國和阿拉伯血統。

## 人口
根據2011年人口普查，千里達和多巴哥的總人口為1,328,019人，自2000年人口普查以來，增加了5.2％。
根據2012年“世界人口前景報告”，2010年總人口估計為1,328,000人，而1950年僅為64.6萬人。2010年15歲以下兒童的比例為20.7％，71％在15至65歲之間，而8.3％為65歲以上。

## 移民
千里達和多巴哥的移民與其他加勒比國家一樣，歷來很高；大多數移民去美國，加拿大和英國。即使出生率急劇下降到工業化國家的典型水平，移民仍在繼續，儘管速度較慢。主要是由於這一現象，截至2011年，千里達和多巴哥的人均增長率（0.48％）一直處於低位。